# Piłka nożna na Górnym Śląsku do 1945 roku
Piłka nożna na Górnym Śląsku ma bardzo bogate tradycje i jest silnie zakorzeniona w lokalnej społeczności, przez lata stanowiła potęgę w polskiej piłce nożnej. Fusbal (w dialekcie śląskim) czasem łączył a czasem dzielił wielokulturową i wielonarodowościową społeczność Śląska. Zazwyczaj jednak nikomu nie przeszkadzało, czy dany klub jest niemieckim czy polskim, czy może po prostu śląskim klubem. Początki tej aktywności fizycznej w tym regionie są powiązane ze społecznością niemiecką. Na ziemiach tych działały już niezliczone niemieckie Sportvereine (kluby sportowe), Turnvereine (kluby gimnastyczne), polskie Towarzystwa Sportowe, Kluby Sportowe i inne organizacje związane z Towarzystwem Gimnastycznym „Sokół”, które krzewiły ogólnie pojęte wychowanie fizyczne (szczególnie popularna była lekkoatletyka). Najstarszym klubem stricte piłkarskim był Sportverein Ratibor 03 powstały w 1903 w Raciborzu, oraz MTV 1878 Gleiwitz (Gliwice) i SpVgg 01 Königshütte (Królewska Huta, późniejszy Chorzów). Również w Katowicach naprzeciw oczekiwaniom skromnych ludzi wyszli księża niemieccy, od których wyszła inicjatywa powstania klubu Frischauf (niem. żwawo). Klub ten już po kilku miesiącach rozpadł się, dał jednak początek trzem znanym klubom: Dianie Kattowitz (to ona nawiązywała datą powstania do Frischauf, choć tak naprawdę powstała w 1905), FC Preußen 05 Kattowitz (później 1. FC) i Germanii. W 1906 założone zostały też m.in. Borussia 06 Myslowitz (późniejsza Lechia), SC Zalenze 06, Sportfreunde 06 Zalenze, FC Preußen 06 Ratibor i SV Schlesien 06 Ratibor. Później powstawały także inne, najbardziej znane to w kolejności: FC Hohenzollern 07 Laurahütte (Siemianowice Śl.), SC 08 Königshütte, RV 09 Gleiwitz, Britannia Beuthen (od 1911 SuSV 09, założony 15 czerwca 1909), Borussia Zaborze (późniejsze SC Preußen założone w 1909 r. w dzielnicy Zabrza), Verein für Rasenspiele Königshütte (od 1924 Amatorski Klub Sportowy Królewska Huta – Chorzów, założony 22 sierpnia 1910), VfB 1910 Gleiwitz, Vorwärts-Rasensport Gleiwitz (Gliwice, 1910) i SV Ruda 1910 (Ruda Śl.). Jednym z najstarszych klubów o charakterze polskim na niemieckim Górnym Śląsku był KS Naprzód 1912 Załęże powstały w 1912 roku.

## Górnośląskie kluby w rozgrywkach niemieckich

### Przed wybuchemI wojny światowej
Do 1922 r. niemal cały Górny Śląsk należał do Niemiec. W Niemczech o mistrzostwo kraju grało się już od sezonu 1902/1903. Najpierw walczono o mistrzostwo swojego okręgu (w tym wypadku Górnego Śląska), później o mistrzostwo Okręgu Południowo-Wschodnich Niemiec (OPWN), gdzie poza drużyną z Górnego Śląska grały jeszcze kluby z: Dolnego Śląska, osobno Wrocławia, Łużyc Dolnych (później dodatkowo Poznania i Łużyc Górnych. Mistrz OPWN grał już systemem pucharowym (16 drużyn) o mistrzostwo całego kraju. Mistrzowie Górnego Śląska brali udział w mistrzostwach od sezonu 1906/1907. Kolejno do wybuchu I wojny światowej byli to:

#### 1906/1907
Tabela
| Poz. | Klub                    | M | Pkt. | Mecze | Mecze | Mecze | Bramki | Bramki |
| Poz. | Klub                    | M | Pkt. | zwy.  | rem.  | por.  | zdob.  | stra.  |
| ---- | ----------------------- | - | ---- | ----- | ----- | ----- | ------ | ------ |
| 1.   | FC Preußen 05 Kattowitz | 3 | 6    | 3     | 0     | 0     | 14     | 1      |
| 2.   | SC Germania Kattowitz   | 3 | 4    | 2     | 0     | 1     | 9      | 7      |
| 3.   | FC Ratibor 03           | 3 | 2    | 1     | 0     | 2     | 0      | 13     |
| 4.   | SC Diana Kattowitz      | 3 | 0    | 0     | 0     | 3     | 1      | 3      |

#### 1907/1908
Tabela
| Poz. | Klub                    | M  | Pkt. | Mecze | Mecze | Mecze | Bramki | Bramki |
| Poz. | Klub                    | M  | Pkt. | zwy.  | rem.  | por.  | zdob.  | stra.  |
| ---- | ----------------------- | -- | ---- | ----- | ----- | ----- | ------ | ------ |
| 1.   | FC Preußen 05 Kattowitz | 10 | 20   | 10    | 0     | 0     | 83     | 8      |
| 2.   | SC Germania Kattowitz   | 10 | 15   | 7     | 1     | 2     | 47     | 17     |
| 3.   | SC Diana Kattowitz      | 10 | 11   | 5     | 1     | 4     | 49     | 34     |
| 4.   | FC Ratibor 03           | 10 | 8    | 4     | 0     | 6     | 17     | 39     |
| 5.   | FC Preußen Ratibor      | 10 | 2    | 1     | 0     | 9     | 7      | 54     |
| 6.   | SC Borussia Myslowitz   | 10 | 2    | 1     | 0     | 9     | 14     | 65     |

Mistrz Górnego Śląska FC Preußen 05 Kattowitz po zwycięstwie w półfinale nad mistrzem Dolnego Śląska ATV Liegnitz (Legnica) 3:1 (29.03.1908) przegrał 17 kwietnia 1908 r. w finale o mistrzostwo OPWN z mistrzem Wrocławia VfR 1897 Breslau we Wrocławiu 5:2.

#### 1908/1909
Rozgrywki w dwóch grupach podokręgowych: raciborskiej (Gau Ratibor) i katowickiej (Gau Kattowitz)
Finał (mistrzowie grup): FC Preußen 05 Kattowitz – FC Ratibor 03
- 1909/1910 SC Germania Kattowitz

Rozgrywki w trzech grupach podokręgowych: bytomskiej (mistrz: FC Britannia Beuthen), raciborskiej (mistrz: FC Preussen 06 Ratibor) i katowickiej (mistrz: SC Germania Kattowitz)
Półfinał: FC Britannia Beuthen – FC Preußen 06 Ratibor 4:2
Finał: SC Germania Kattowitz – FC Britania Beuthen 3:2

#### 1910/1911
Tabela
| Poz. | Klub                          | M | Pkt. | Mecze | Mecze | Mecze | Bramki | Bramki |
| Poz. | Klub                          | M | Pkt. | zwy.  | rem.  | por.  | zdob.  | stra.  |
| ---- | ----------------------------- | - | ---- | ----- | ----- | ----- | ------ | ------ |
| 1.   | SC Germania Kattowitz         | 5 | 9    | 4     | 1     | 0     | 11     | 4      |
| 2.   | FC Preußen 05 Kattowitz       | 5 | 8    | 4     | 0     | 1     | 21     | 6      |
| 3.   | SC Diana Kattowitz            | 5 | 7    | 3     | 1     | 1     | 22     | 9      |
| 4.   | Kattowitzer SC                | 5 | 4    | 2     | 0     | 3     | 14     | 10     |
| 5.   | SC Hohenlohehütte (Wełnowiec) | 5 | 2    | 1     | 0     | 4     | 2      | 8      |
| 6.   | SC Borussia Myslowitz         | 5 | 1    | 0     | 0     | 5     | 0      | 10     |

#### 1911/1912
Tabela
| Poz. | Klub                             | M | Pkt. | Mecze | Mecze | Mecze | Bramki | Bramki |
| Poz. | Klub                             | M | Pkt. | zwy.  | rem.  | por.  | zdob.  | stra.  |
| ---- | -------------------------------- | - | ---- | ----- | ----- | ----- | ------ | ------ |
| 1.   | FC Preußen 05 Kattowitz          | 2 | 4    | 2     | 0     | 0     | 7      | 2      |
| 2.   | VfR Königshütte (Królewska Huta) | 3 | 4    | 2     | 0     | 1     | 6      | 5      |
| 3.   | SC Germania Kattowitz            | 0 | 0    | 0     | 0     | 0     | 0      | 0      |
| 4.   | SC Diana Kattowitz               | 1 | 0    | 0     | 0     | 1     | 1      | 3      |
| 5.   | Kattowitzer SC                   | 2 | 0    | 0     | 0     | 2     | 3      | 7      |

#### 1912/1913
Tabela
| Poz. | Klub                    | M | Pkt. | Mecze | Mecze | Mecze | Bramki | Bramki |
| Poz. | Klub                    | M | Pkt. | zwy.  | rem.  | por.  | zdob.  | stra.  |
| ---- | ----------------------- | - | ---- | ----- | ----- | ----- | ------ | ------ |
| 1.   | FC Preußen 05 Kattowitz | 9 | 16   | 8     | 0     | 1     | 33     | 12     |
| 2.   | Beuthener SuSV 09       | 8 | 12   | 6     | 0     | 2     | 24     | 17     |
| 3.   | SC Germania Kattowitz   | 8 | 8    | 4     | 0     | 4     | 32     | 29     |
| 4.   | VfR Königshütte         | 8 | 6    | 3     | 0     | 5     | 7      | 23     |
| 5.   | SC Diana Kattowitz      | 8 | 4    | 2     | 0     | 6     | 6      | 14     |
| 6.   | Kattowitzer SC          | 5 | 0    | 0     | 0     | 5     | 1      | 8      |

Fuzja: SC Beuthen + FC Britannia Beuthen → Beuthener SuSV 09

#### 1913/1914
Rozgrywki w trzech grupach podokręgowych: bytomskiej (Gau Beuthen) – mistrz: Beuthener SuSV 09, gliwickiej (Gau Gleiwitz) – mistrz: RV 09 Gleiwitz i katowickiej (Gau Kattowitz) – mistrz: FC Preußen 05 Kattowitz.
Półfinał: RV 09 Gleiwitz – Beuthener SuSV 09 1:2
Finały:
FC Preußen 05 Kattowitz – Beuthener SuSV 09 5:4
FC Preußen 05 Kattowitz – Beuthener SuSV 09 2:4 (po dogrywce)

### I wojna światowa
W czasie I wojny światowej rozgrywki nie odbywały się.

### Okres międzywojenny

#### 1919 – 1933
Po I wojnie światowej dawny niemiecki Górny Śląsk został podzielony między dwa państwa, więc siłą rzeczy rozgrywki piłkarskie również zostały rozdzielone, choć jeszcze przez pewien czas w rozgrywkach niemieckich brały udział niemieckie kluby z polskiej części Śląska m.in. 1. FC Kattowitz i VfR Königshütte (AKS Królewska Huta/Chorzów). Kolejno mistrzami niemieckiej części byli:

##### 1919/1920
Tabela
| Poz. | Klub                            | M | Pkt. | Mecze | Mecze | Mecze | Bramki | Bramki |
| Poz. | Klub                            | M | Pkt. | zwy.  | rem.  | por.  | zdob.  | stra.  |
| ---- | ------------------------------- | - | ---- | ----- | ----- | ----- | ------ | ------ |
| 1.   | VfR Königshütte                 | 3 | 4    | 2     | 0     | 1     | 13     | 7      |
| 2.   | Beuthener SuSV 09               | 1 | 2    | 1     | 0     | 0     | 7      | 1      |
| 3.   | VfR Tarnowitz (Tarnowskie Góry) | 2 | 2    | 1     | 0     | 1     | 11     | 7      |
| 4.   | SC 08 Königshütte               | 2 | 2    | 1     | 0     | 1     | 1      | 10     |
| 5.   | Silesia Königshütte             | 1 | 0    | 0     | 0     | 1     | 3      | 4      |
| 6.   | Bismarckhütter Ballspiel Club   | 1 | 0    | 0     | 0     | 1     | 3      | 9      |

##### 1920/1921
Mistrzowie podokręgów (klas A): bytomskiego (Gau Beuthen) – Beuthener SuSV 09, gliwickiego (Gau Gleiwitz) – TV Vorwärts Gleiwitz, raciborskiego (Gau Ratibor) – FC Preußen 06 Ratibor, opolskiego (Gau Oppeln) – V. Oppelner Sportfreunde 1919 i katowickiego (Gau Kattowitz) – FC Preußen 05 Kattowitz tworzyli grupę okręgu górnośląskiego.
Tabela
| Poz. | Klub                          | M | Pkt. | Mecze | Mecze | Mecze | Bramki | Bramki |
| Poz. | Klub                          | M | Pkt. | zwy.  | rem.  | por.  | zdob.  | stra.  |
| ---- | ----------------------------- | - | ---- | ----- | ----- | ----- | ------ | ------ |
| 1.   | Beuthener SuSV 09             | 4 | 6    | 3     | 0     | 1     | 14     | 8      |
| 2.   | TV Vorwärts Gleiwitz          | 4 | 5    | 2     | 1     | 1     | 10     | 9      |
| 3.   | FC Preußen 06 Ratibor         | 4 | 4    | 1     | 2     | 1     | 6      | 8      |
| 4.   | V. Oppelner Sportfreunde 1919 | 3 | 2    | 1     | 0     | 2     | 3      | 5      |
| 5.   | FC Preußen 05 Kattowitz       | 3 | 1    | 0     | 1     | 2     | 3      | 5      |

##### 1921/1922
Mistrzowie podokręgów (klas A): bytomskiego (Gau Beuthen) – VfR Königshütte, gliwickiego (Gau Gleiwitz) – TV Vorwärts Gleiwitz, raciborskiego (Gau Ratibor) – SVgg 03 Ratibor, opolskiego (Gau Oppeln) – V. Oppelner Sportfreunde 1919 i katowickiego (Gau Kattowitz) – FC Preußen 05 Kattowitz tworzyli grupę okręgu górnośląskiego.
Tabela
| Poz. | Klub                          | M | Pkt. | Mecze | Mecze | Mecze | Bramki | Bramki |
| Poz. | Klub                          | M | Pkt. | zwy.  | rem.  | por.  | zdob.  | stra.  |
| ---- | ----------------------------- | - | ---- | ----- | ----- | ----- | ------ | ------ |
| 1.   | FC Preußen 05 Kattowitz       | 4 | 7    | 3     | 0     | 1     | 21     | 8      |
| 2.   | TV Vorwärts Gleiwitz          | 4 | 6    | 3     | 0     | 1     | 14     | 6      |
| 3.   | VfR Königshütte               | 4 | 5    | 2     | 1     | 1     | 16     | 9      |
| 4.   | SVgg 03 Ratibor               | 4 | 2    | 1     | 0     | 3     | 10     | 19     |
| 5.   | V. Oppelner Sportfreunde 1919 | 4 | 0    | 0     | 0     | 4     | 4      | 23     |

##### 1922/1923
Mistrzowie podokręgów (klas A): bytomskiego (Gau Beuthen) – Beuthener SuSV 09, gliwickiego (Gau Gleiwitz) – TV Vorwärts Gleiwitz, raciborskiego (Gau Ratibor) – SV 1919 Ostrog (Ostróg), opolskiego (Gau Oppeln) – SVgg 1911 Kreuzburg (Kluczbork) i prudnickiego (Gau Neustadt) – SV Ziegenhals (Głuchołazy) tworzyli grupę okręgu górnośląskiego.
Tabela
| Poz. | Klub                 | M | Pkt. | Mecze | Mecze | Mecze | Bramki | Bramki |
| Poz. | Klub                 | M | Pkt. | zwy.  | rem.  | por.  | zdob.  | stra.  |
| ---- | -------------------- | - | ---- | ----- | ----- | ----- | ------ | ------ |
| 1.   | Beuthener SuSV 09    | 4 | 8    | 4     | 0     | 0     | 31     | 2      |
| 2.   | TV Vorwärts Gleiwitz | 4 | 6    | 3     | 0     | 1     | 20     | 6      |
| 3.   | SVgg 1911 Kreuzburg  | 3 | 2    | 1     | 0     | 2     | 4      | 11     |
| 4.   | SV 1919 Ostrog       | 4 | 2    | 1     | 0     | 3     | 8      | 17     |
| 5.   | SV Ziegenhals        | 3 | 0    | 0     | 0     | 3     | 3      | 30     |

##### 1923/1924
Mistrzowie podokręgów (klas A): bytomskiego (Gau Beuthen) – Beuthener SuSV 09, gliwickiego (Gau Gleiwitz) – SC Vorwärts 1917 Gleiwitz, raciborskiego (Gau Ratibor) – SVgg 03 Ratibor, opolskiego (Gau Oppeln) – SVgg 1911 Kreuzburg (Kluczbork) i prudnickiego (Gau Neustadt) – SuEV Guts Muths Neustadt tworzyli grupę okręgu górnośląskiego.
Tabela
| Poz. | Klub                      | M | Pkt. | Mecze | Mecze | Mecze | Bramki | Bramki |
| Poz. | Klub                      | M | Pkt. | zwy.  | rem.  | por.  | zdob.  | stra.  |
| ---- | ------------------------- | - | ---- | ----- | ----- | ----- | ------ | ------ |
| 1.   | SC Vorwärts 1917 Gleiwitz | 4 | 7    | 3     | 1     | 0     | 16     | 2      |
| 2.   | Beuthener SuSV 09         | 4 | 5    | 2     | 1     | 1     | 11     | 8      |
| 3.   | SVgg 03 Ratibor           | 4 | 4    | 1     | 2     | 1     | 11     | 6      |
| 4.   | SVgg 1911 Krezberg        | 4 | 3    | 1     | 1     | 2     | 5      | 11     |
| 5.   | SuEV Guts Muths Neustadt  | 4 | 1    | 0     | 1     | 3     | 1      | 7      |

(TV Vorwärts Gleiwitz → SC Vorwärts 1917 Gleiwitz)

##### 1924/1925
Mistrzowie podokręgów (klas A): bytomskiego (Gau Beuthen) – Beuthener SuSV 09, gliwickiego (Gau Gleiwitz) – VfB 1910 Gleiwitz, raciborskiego (Gau Ratibor) – SV Preußen 06 Ratibor, opolskiego (Gau Oppeln ) – V. Oppelner Sportfreunde 1919 i prudnickiego (Gau Neustadt) – SC Schlesien Neisse (Nysa) tworzyli grupę okręgu górnośląskiego.
Tabela
| Poz. | Klub                          | M | Pkt. | Mecze | Mecze | Mecze | Bramki | Bramki |
| Poz. | Klub                          | M | Pkt. | zwy.  | rem.  | por.  | zdob.  | stra.  |
| ---- | ----------------------------- | - | ---- | ----- | ----- | ----- | ------ | ------ |
| 1.   | Beuthener SuSV 09             | 4 | 8    | 4     | 0     | 0     | 15     | 2      |
| 2.   | VfB 1910 Gleiwitz             | 4 | 6    | 3     | 0     | 1     | 10     | 7      |
| 3.   | V. Oppelner Sportfreunde 1919 | 4 | 4    | 2     | 0     | 2     | 12     | 7      |
| 4.   | SV Preußen 06 Ratibor         | 4 | 2    | 1     | 0     | 3     | 4      | 7      |
| 5.   | SC Schlesien Neisse           | 4 | 0    | 0     | 0     | 4     | 3      | 21     |

##### 1925/1926
Mistrzostwo Górnego Śląska rozgrywano w dwóch grupach. Mistrzem został zwycięzca dwumeczów mistrzów tych grup:
Tabela grupy I
| Poz. | Klub                                    | M  | Pkt. | Mecze | Mecze | Mecze | Bramki | Bramki |
| Poz. | Klub                                    | M  | Pkt. | zwy.  | rem.  | por.  | zdob.  | stra.  |
| ---- | --------------------------------------- | -- | ---- | ----- | ----- | ----- | ------ | ------ |
| 1.   | Beuthener SuSV 09                       | 14 | 27   | 13    | 1     | 0     | 97     | 17     |
| 2.   | SC Vorwärts 1917 Gleiwitz               | 14 | 19   | 9     | 1     | 4     | 43     | 22     |
| 3.   | V. Oppelner Sportfreunde 1919           | 14 | 17   | 7     | 3     | 4     | 44     | 27     |
| 4.   | RV 09 Gleiwitz                          | 14 | 14   | 7     | 0     | 7     | 38     | 46     |
| 5.   | VfB 1918 Beuthen                        | 14 | 11   | 5     | 1     | 8     | 33     | 59     |
| 6.   | SV 1919 Ostrog                          | 14 | 9    | 4     | 1     | 9     | 23     | 52     |
| 7.   | Sportfreunde Preußen Konstadt (Wołczyn) | 14 | 8    | 4     | 0     | 10    | 16     | 35     |
| 8.   | SV Guts Muths Neustadt                  | 14 | 7    | 3     | 1     | 10    | 4      | 40     |

Tabela grupy II
| Poz. | Klub                        | M  | Pkt. | Mecze | Mecze | Mecze | Bramki | Bramki |
| Poz. | Klub                        | M  | Pkt. | zwy.  | rem.  | por.  | zdob.  | stra.  |
| ---- | --------------------------- | -- | ---- | ----- | ----- | ----- | ------ | ------ |
| 1.   | VfB 1910 Gleiwitz           | 14 | 23   | 10    | 3     | 1     | 45     | 22     |
| 2.   | SC Preußen Zaborze (Zabrze) | 14 | 22   | 10    | 2     | 2     | 56     | 15     |
| 3.   | SV Preußen Ratibor          | 14 | 19   | 9     | 1     | 4     | 37     | 17     |
| 4.   | VfR Oppeln                  | 14 | 15   | 7     | 1     | 6     | 47     | 45     |
| 5.   | SVgg 03 Ratibor             | 14 | 15   | 7     | 1     | 6     | 27     | 32     |
| 6.   | BSC Wacker Beuthen          | 14 | 12   | 6     | 0     | 8     | 42     | 28     |
| 7.   | Sportfreunde 1919 Neisse    | 14 | 6    | 3     | 0     | 11    | 38     | 69     |
| 8.   | SC Schlesien Neisse         | 14 | 0    | 0     | 0     | 114   | 8      | 72     |

(Fuzja FC Wacker Beuthen + Beuthener SC 1922 → BSC Wacker Beuthen)
Mecze finałowe o mistrzostwo Górnego Śląska:
- 14.02.1926 w Bytomiu[6] Beuthener SuSV – VfB 1910 Gleiwitz 2:3
- 21.02.1926 w Gliwicach[7] VfB 1910 Gleiwitz – Beuthener SuSV 5:1

##### 1926/1927
Tabela
| Poz. | Klub                                   | M  | Pkt. | Mecze | Mecze | Mecze | Bramki | Bramki |
| Poz. | Klub                                   | M  | Pkt. | zwy.  | rem.  | por.  | zdob.  | stra.  |
| ---- | -------------------------------------- | -- | ---- | ----- | ----- | ----- | ------ | ------ |
| 1.   | SVgg Vorwärts-Rasensport Gleiwitz      | 14 | 23   | 9     | 5     | 0     | 45     | 18     |
| 2.   | Beuthener SuSV 09                      | 14 | 19   | 8     | 3     | 3     | 40     | 23     |
| 3.   | VfB 1910 Gleiwitz                      | 14 | 18   | 8     | 2     | 4     | 51     | 37     |
| 4.   | SC Preußen 1910 Zaborze                | 14 | 16   | 8     | 0     | 6     | 43     | 25     |
| 5.   | SVgg Deichsel 1919 Hindenburg (Zabrze) | 14 | 13   | 5     | 3     | 6     | 42     | 46     |
| 6.   | V. Oppelner Sportfreunde 1919          | 14 | 10   | 3     | 4     | 7     | 32     | 42     |
| 7.   | SV Preußen 06 Ratibor                  | 14 | 7    | 3     | 1     | 10    | 7      | 21     |
| 8.   | SV 1919 Ostrog                         | 14 | 6    | 2     | 2     | 10    | 17     | 48     |

(Fuzja SC Vorwärts 1917 Gleiwitz + RV 09 Gleiwitz → SVgg Vorwärts-Rasensport Gleiwitz)

##### 1927/1928
Tabela
| Poz. | Klub                              | M  | Pkt. | Mecze | Mecze | Mecze | Bramki | Bramki |
| Poz. | Klub                              | M  | Pkt. | zwy.  | rem.  | por.  | zdob.  | stra.  |
| ---- | --------------------------------- | -- | ---- | ----- | ----- | ----- | ------ | ------ |
| 1.   | SC Preußen 1910 Zaborze           | 14 | 23   | 11    | 1     | 2     | 50     | 17     |
| 2.   | Beuthener SuSV 09                 | 14 | 22   | 11    | 0     | 3     | 53     | 20     |
| 3.   | SVgg Vorwärts-Rasensport Gleiwitz | 14 | 20   | 9     | 2     | 3     | 57     | 37     |
| 4.   | VfB 1910 Gleiwitz                 | 14 | 14   | 6     | 2     | 6     | 37     | 44     |
| 5.   | SVgg Deichsel 1919 Hindenburg     | 14 | 14   | 6     | 2     | 6     | 28     | 34     |
| 6.   | V. Oppelner Sportfreunde 1919     | 14 | 10   | 5     | 0     | 9     | 30     | 40     |
| 7.   | SV Delbrückschächte Hindenburg    | 14 | 5    | 2     | 1     | 11    | 15     | 50     |
| 8.   | SV Preußen 06 Ratibor             | 14 | 4    | 2     | 0     | 12    | 20     | 48     |

W sezonie 1928/1929 nastąpiła pewna zmiana. W dalszej rundzie o mistrzostwo Okręgu Południowo-Wschodnich Niemiec grały dwie drużyny z Górnego Śląska.

##### 1928/1929
Tabela
| Poz. | Klub                              | M  | Pkt. | Mecze | Mecze | Mecze | Bramki | Bramki |
| Poz. | Klub                              | M  | Pkt. | zwy.  | rem.  | por.  | zdob.  | stra.  |
| ---- | --------------------------------- | -- | ---- | ----- | ----- | ----- | ------ | ------ |
| 1.   | Beuthener SuSV 09                 | 14 | 24   | 11    | 2     | 1     | 55     | 13     |
| 2.   | SVgg Vorwärts-Rasensport Gleiwitz | 14 | 21   | 10    | 1     | 3     | 50     | 20     |
| 3.   | SC Preußen 1910 Zaborze           | 14 | 21   | 10    | 1     | 3     | 38     | 23     |
| 4.   | VfB 1910 Gleiwitz                 | 14 | 15   | 6     | 3     | 5     | 31     | 23     |
| 5.   | SVgg Deichsel 1919 Hindenburg     | 14 | 14   | 6     | 2     | 6     | 29     | 37     |
| 6.   | V. Oppelner Sportfreunde 1919     | 14 | 7    | 2     | 3     | 9     | 7      | 21     |
| 7.   | SV Preußen 06 Ratibor             | 14 | 6    | 2     | 2     | 10    | 23     | 38     |
| 8.   | SV Delbrückschächte Hindenburg    | 14 | 4    | 1     | 2     | 11    | 18     | 56     |

(Mecz o II miejsce: 20.01.1929 w Bytomiu SVgg Vorwärts-Rasensport Gleiwitz – SC Preußen 1910 Zaborze 3:5)
Mecze kwalifikacyjne o mistrzostwo OPWN:
- 20.01.1929 we Wrocławiu[5] Breslauer SC 08 – SV Preußen 1923 Glatz 12:0
- 20.01.1929 w Legnicy[8] VfB Liegnitz (Legnica) – Beuthener SuSV 09 0:5
- 20.01.1929 w Cottbus Cottbuser FV 1898 – Saganer SV (Żagań) 4:2
- 20.01.1929 w Görlitz STC Görlitz – FC Viktoria 1901 Forst 1:4
- 20.01.1929 we Wrocławiu[5] Breslauer SVgg 05 Komet – SC Preußen 1910 Zaborze 3:7

Tabela grupy "zwycięzców" meczów kwalifikacyjnych
| Poz. | Klub                    | M | Pkt. | Mecze | Mecze | Mecze | Bramki | Bramki |
| Poz. | Klub                    | M | Pkt. | zwy.  | rem.  | por.  | zdob.  | stra.  |
| ---- | ----------------------- | - | ---- | ----- | ----- | ----- | ------ | ------ |
| 1.   | SC Preußen 1910 Zaborze | 8 | 11   | 5     | 1     | 2     | 21     | 15     |
| 2.   | Breslauer SC 08         | 8 | 10   | 5     | 0     | 4     | 24     | 15     |
| 3.   | FC Viktoria 1901 Forst  | 8 | 9    | 4     | 1     | 3     | 20     | 16     |
| 4.   | Beuthener SuSV 09       | 7 | 6    | 2     | 2     | 3     | 17     | 20     |
| 5.   | Cottbuser FV 1898       | 7 | 2    | 1     | 0     | 6     | 11     | 27     |

Pierwszy raz w historii drużyna z Górnego Śląska wygrała mistrzostwo OPWN (Preußen) i walczyła dalej, została wyeliminowana w 1/8 finału przez późniejszego wicemistrza Herthę BSC Berlin 9 czerwca 1929 w Gliwicach 1:8 (0:7).

##### 1929/1930
Tabela
| Poz. | Klub                              | M  | Pkt. | Mecze | Mecze | Mecze | Bramki | Bramki |
| Poz. | Klub                              | M  | Pkt. | zwy.  | rem.  | por.  | zdob.  | stra.  |
| ---- | --------------------------------- | -- | ---- | ----- | ----- | ----- | ------ | ------ |
| 1.   | SC Preußen 1910 Zaborze           | 14 | 24   | 11    | 2     | 1     | 42     | 12     |
| 2.   | Beuthener SuSV 09                 | 14 | 21   | 9     | 3     | 2     | 52     | 22     |
| 3.   | SVgg Vorwärts-Rasensport Gleiwitz | 14 | 19   | 9     | 1     | 4     | 43     | 26     |
| 4.   | SVgg Deichsel 1919 Hindenburg     | 14 | 19   | 9     | 1     | 4     | 33     | 30     |
| 5.   | SV Delbrückschächte Hindenburg    | 14 | 10   | 3     | 4     | 7     | 18     | 43     |
| 6.   | VfB 1910 Gleiwitz                 | 14 | 8    | 3     | 2     | 9     | 24     | 35     |
| 7.   | V. Oppelner Sportfreunde 1919     | 14 | 7    | 2     | 3     | 9     | 7      | 21     |
| 8.   | SV Preußen 06 Ratibor             | 14 | 4    | 2     | 0     | 12    | 15     | 48     |

Tabela grupy o mistrzostwo OPWN
| Poz. | Klub                        | M  | Pkt. | Mecze | Mecze | Mecze | Bramki | Bramki |
| Poz. | Klub                        | M  | Pkt. | zwy.  | rem.  | por.  | zdob.  | stra.  |
| ---- | --------------------------- | -- | ---- | ----- | ----- | ----- | ------ | ------ |
| 1.   | Beuthener SuSV 09           | 10 | 16   | 7     | 2     | 1     | 35     | 9      |
| 2.   | Vgt. Breslauer Sportfreunde | 10 | 12   | 5     | 2     | 2     | 13     | 19     |
| 3.   | SC Preußen 1910 Zaborze     | 10 | 11   | 5     | 1     | 4     | 18     | 16     |
| 4.   | FC Viktoria 1901 Forst      | 10 | 8    | 4     | 0     | 6     | 21     | 22     |
| 5.   | Breslauer SC 08             | 10 | 7    | 2     | 3     | 5     | 17     | 22     |
| 6.   | Cottbuser FV 1898           | 10 | 6    | 2     | 2     | 6     | 11     | 27     |

Kolejny raz drużyna Herthy Berlin wyeliminowała wicemistrza Górnego Śląska (Beuthen 09) 2:3 (2:2) w Berlinie, 18 maja 1930, a sama zdobyła mistrzostwo Niemiec

##### 1930/1931
Tabela
| Poz. | Klub                              | M  | Pkt. | Mecze | Mecze | Mecze | Bramki | Bramki |
| Poz. | Klub                              | M  | Pkt. | zwy.  | rem.  | por.  | zdob.  | stra.  |
| ---- | --------------------------------- | -- | ---- | ----- | ----- | ----- | ------ | ------ |
| 1.   | SC Preußen 1910 Zaborze           | 14 | 22   | 9     | 4     | 1     | 34     | 18     |
| 2.   | Beuthener SuSV 09                 | 14 | 20   | 10    | 0     | 4     | 67     | 32     |
| 3.   | SVgg 03 Ratibor                   | 14 | 16   | 7     | 2     | 5     | 36     | 27     |
| 4.   | SVgg Vorwärts-Rasensport Gleiwitz | 14 | 15   | 7     | 1     | 6     | 37     | 31     |
| 5.   | VfB 1910 Gleiwitz                 | 14 | 13   | 6     | 1     | 7     | 35     | 39     |
| 6.   | SVgg Deichsel 1919 Hindenburg     | 14 | 10   | 3     | 4     | 7     | 25     | 43     |
| 7.   | V. Oppelner Sportfreunde 1919     | 14 | 10   | 3     | 4     | 7     | 22     | 45     |
| 8.   | SV Delbrückschächte Hindenburg    | 14 | 6    | 2     | 2     | 10    | 20     | 41     |

Tabela grupy I o mistrzostwo OPWN
| Poz. | Klub                    | M  | Pkt. | Mecze | Mecze | Mecze | Bramki | Bramki |
| Poz. | Klub                    | M  | Pkt. | zwy.  | rem.  | por.  | zdob.  | stra.  |
| ---- | ----------------------- | -- | ---- | ----- | ----- | ----- | ------ | ------ |
| 1.   | Beuthener SuSV 09       | 9  | 12   | 5     | 2     | 2     | 27     | 13     |
| 2.   | Breslauer FV 06         | 10 | 11   | 4     | 3     | 3     | 23     | 22     |
| 3.   | Breslauer SC 08         | 10 | 11   | 4     | 3     | 3     | 14     | 15     |
| 4.   | SC Preußen 1910 Zaborze | 10 | 9    | 3     | 3     | 4     | 24     | 26     |
| 5.   | Cottbuser FV 1898       | 10 | 8    | 3     | 2     | 5     | 10     | 26     |
| 6.   | FC Viktoria 1901 Forst  | 9  | 7    | 3     | 1     | 5     | 18     | 24     |

##### 1931/1932
Tabela
| Poz. | Klub                              | M  | Pkt. | Mecze | Mecze | Mecze | Bramki | Bramki |
| Poz. | Klub                              | M  | Pkt. | zwy.  | rem.  | por.  | zdob.  | stra.  |
| ---- | --------------------------------- | -- | ---- | ----- | ----- | ----- | ------ | ------ |
| 1.   | SVgg Vorwärts-Rasensport Gleiwitz | 14 | 23   | 11    | 1     | 2     | 64     | 24     |
| 2.   | SVgg 03 Ratibor                   | 14 | 18   | 9     | 0     | 5     | 41     | 33     |
| 3.   | Beuthener SuSV 09                 | 14 | 17   | 8     | 1     | 5     | 54     | 30     |
| 4.   | SC Preußen 1910 Zaborze           | 14 | 15   | 5     | 5     | 4     | 28     | 18     |
| 5.   | SVgg Deichsel 1919 Hindenburg     | 14 | 14   | 5     | 4     | 5     | 42     | 43     |
| 6.   | SuSV 1912 Miechowitz              | 14 | 11   | 5     | 1     | 8     | 39     | 62     |
| 7.   | VfB 1910 Gleiwitz                 | 13 | 8    | 3     | 2     | 8     | 20     | 41     |
| 8.   | V. Oppelner Sportfreunde 1919     | 13 | 4    | 2     | 0     | 11    | 14     | 54     |

Tabela grupy I o mistrzostwo OPWN
| Poz. | Klub                              | M  | Pkt. | Mecze | Mecze | Mecze | Bramki | Bramki |
| Poz. | Klub                              | M  | Pkt. | zwy.  | rem.  | por.  | zdob.  | stra.  |
| ---- | --------------------------------- | -- | ---- | ----- | ----- | ----- | ------ | ------ |
| 1.   | Beuthener SuSV 09                 | 10 | 18   | 9     | 0     | 1     | 34     | 15     |
| 2.   | Breslauer SC 08                   | 10 | 14   | 6     | 2     | 2     | 25     | 14     |
| 3.   | SVgg Vorwärts-Rasensport Gleiwitz | 10 | 12   | 5     | 2     | 3     | 20     | 17     |
| 4.   | Breslauer FV 06                   | 10 | 8    | 4     | 0     | 6     | 16     | 21     |
| 5.   | Cottbuser FV 1898                 | 10 | 4    | 2     | 0     | 8     | 19     | 29     |
| 6.   | FC Viktoria 1901 Forst            | 10 | 4    | 1     | 2     | 7     | 11     | 29     |

##### 1932/1933
Tabela
| Poz. | Klub                              | M  | Pkt. | Mecze | Mecze | Mecze | Bramki | Bramki |
| Poz. | Klub                              | M  | Pkt. | zwy.  | rem.  | por.  | zdob.  | stra.  |
| ---- | --------------------------------- | -- | ---- | ----- | ----- | ----- | ------ | ------ |
| 1.   | SVgg Vorwärts-Rasensport Gleiwitz | 14 | 25   | 11    | 3     | 0     | 51     | 16     |
| 2.   | Beuthener SuSV 09                 | 14 | 24   | 11    | 2     | 1     | 48     | 20     |
| 3.   | SVgg 03 Ratibor                   | 14 | 15   | 7     | 1     | 6     | 28     | 33     |
| 4.   | SC Preußen 1910 Zaborze           | 14 | 11   | 4     | 3     | 7     | 25     | 30     |
| 5.   | VfB 1910 Gleiwitz                 | 14 | 10   | 4     | 2     | 8     | 26     | 33     |
| 6.   | SVgg Deichsel 1919 Hindenburg     | 14 | 9    | 2     | 5     | 7     | 20     | 31     |
| 7.   | SuSV 1912 Miechowitz              | 14 | 9    | 2     | 5     | 7     | 18     | 32     |
| 8.   | SV 1919 Ostrog                    | 14 | 9    | 3     | 3     | 8     | 19     | 40     |

Tabela grupy I o mistrzostwo OPWN
| Poz. | Klub                              | M  | Pkt. | Mecze | Mecze | Mecze | Bramki | Bramki |
| Poz. | Klub                              | M  | Pkt. | zwy.  | rem.  | por.  | zdob.  | stra.  |
| ---- | --------------------------------- | -- | ---- | ----- | ----- | ----- | ------ | ------ |
| 1.   | Beuthener SuSV 09                 | 10 | 18   | 9     | 0     | 1     | 40     | 12     |
| 2.   | SVgg Vorwärts-Rasensport Gleiwitz | 10 | 16   | 8     | 0     | 2     | 33     | 15     |
| 3.   | Breslauer SC 08                   | 9  | 8    | 4     | 0     | 5     | 16     | 25     |
| 4.   | SV Hoyerswerda 1919               | 10 | 8    | 3     | 2     | 5     | 24     | 31     |
| 5.   | Breslauer FV 06                   | 10 | 6    | 2     | 2     | 6     | 25     | 26     |
| 6.   | Cottbuser FV 1898                 | 9  | 2    | 0     | 2     | 7     | 11     | 40     |

W 1/8 finału o mistrzostwo Niemiec Vorwärts RaSpo Gleiwitz przegrał 7 maja 1933 r. w Düsseldorfie z późniejszym tegorocznym mistrzem Niemiec Fortuną 0:9 (0:3)

#### 1933 – 1939
W 1933 powstała Gauliga Śląska, gdzie rywalizowały już drużyny z całego Śląska, Dolnego i Górnego, a po niej mistrz Śląska grał już bezpośrednio o mistrzostwo Niemiec (z pominięciem rundy OPWN).

##### 1933/1934
Tabela
| M  | Nazwa klubu                  | Mecze | Punkty | Bramki |
| 1  | Beuthener SuSV 09            | 18    | 29     | 53-24  |
| 2  | Breslauer SpVg 02            | 18    | 25     | 53-28  |
| 3  | SC Hertha Breslau            | 18    | 24     | 44-30  |
| 4  | Vorwärts-Rasensport Gleiwitz | 18    | 20     | 41-23  |
| 5  | SC Vorwärts Breslau          | 18    | 19     | 45-43  |
| 6  | SpVgg Ratibor 03             | 18    | 16     | 40-45  |
| 7  | SC Preußen Hindenburg        | 18    | 15     | 41-41  |
| 8  | FV 06 Breslau                | 18    | 14     | 26-41  |
| 9  | SV 1919 Hoyerswerda          | 18    | 12     | 25-53  |
| 10 | STC Görlitz                  | 18    | 6      | 27-67  |

Legenda:
|  | Mistrz            |
|  | Spadek do klasy A |

- 1934/1935 Vorwärts-Rasensport Gleiwitz

Tabela
| M  | Nazwa klubu                   | Mecze | Punkty | Bramki |
| 1  | Vorwärts-Rasensport Gleiwitz  | 18    | 26     | 48-14  |
| 2  | SC Vorwärts Breslau           | 18    | 25     | 42-29  |
| 3  | Beuthener SuSV 09             | 18    | 23     | 57-32  |
| 4  | SpVgg Ratibor 03              | 18    | 18     | 43-36  |
| 5  | SpVgg Deichsel Hindenburg     | 18    | 17     | 34-32  |
| 6  | FV 06 Breslau                 | 18    | 17     | 36-44  |
| 7  | Breslauer SpVg 02             | 18    | 16     | 22-31  |
| 8  | SC Preußen Hindenburg         | 18    | 15     | 27-43  |
| 9  | SC Hertha Breslau             | 18    | 14     | 32-40  |
| 10 | SC Schlesien Haynau (Chojnów) | 18    | 9      | 26-66  |

Legenda:
|  | Mistrz            |
|  | Spadek do klasy A |

##### 1935/1936
Tabela
| M  | Nazwa klubu                  | Mecze | Punkty | Bramki |
| 1  | Vorwärts-Rasensport Gleiwitz | 18    | 31     | 63-19  |
| 2  | SC Preußen Hindenburg        | 18    | 23     | 47-36  |
| 3  | Beuthener SuSV 09            | 18    | 20     | 33-28  |
| 4  | <FV 06 Breslau/TD>           | 18    | 18     | 39-35  |
| 5  | Breslauer SpVg 02            | 18    | 17     | 30-32  |
| 6  | VfB Gleiwitz                 | 18    | 16     | 31-38  |
| 7  | SpVgg Ratibor 03             | 18    | 15     | 34-44  |
| 8  | SC Vorwärts Breslau          | 18    | 14     | 37-47  |
| 9  | SpVgg Deichsel Hindenburg    | 18    | 14     | 29-42  |
| 10 | VfB Breslau                  | 18    | 12     | 25-47  |

Legenda:
|  | Mistrz            |
|  | Spadek do klasy A |

Drużyna z Gliwic w eliminacjach wyeliminowała Werder Brema, Eimsbütteler FV i Viktorię Stolp (Słupsk), a odpadła dopiero w półfinale w Dreźnie z Fortuną Düsseldorf 1:3, a w meczu o 3. miejsce Mistrzostw Niemiec przegrała w Berlinie z FC Schalke 04 1:8.

##### 1936/1937
Tabela
| M  | Nazwa klubu                  | Mecze | Punkty | Bramki |
| 1  | Beuthener SuSV 09            | 18    | 24     | 46-24  |
| 2  | Vorwärts-Rasensport Gleiwitz | 18    | 22     | 47-27  |
| 3  | Breslauer SpVg 02            | 18    | 22     | 43-27  |
| 4  | <FV 06 Breslau/TD>           | 18    | 21     | 46-45  |
| 5  | Reichsbahn SG Gleiwitz       | 18    | 20     | 35-46  |
| 6  | SC Preußen Hindenburg        | 18    | 16     | 27-29  |
| 7  | SC Vorwärts Breslau          | 18    | 15     | 39-51  |
| 8  | SC Hertha Breslau            | 18    | 15     | 32-42  |
| 9  | VfB Gleiwitz                 | 18    | 13     | 35-49  |
| 10 | SpVgg Ratibor 03             | 18    | 12     | 39-49  |

Legenda:
|  | Mistrz            |
|  | Spadek do klasy A |

##### 1937/1938
Tabela
| M  | Nazwa klubu                  | Mecze | Punkty | Bramki |
| 1  | Vorwärts-Rasensport Gleiwitz | 18    | 29     | 55-19  |
| 2  | Breslauer SpVg 02            | 18    | 27     | 56-28  |
| 3  | SC Preußen Hindenburg        | 18    | 19     | 34-29  |
| 4  | <SC Hertha Breslau           | 18    | 18     | 25-40  |
| 5  | SV Klettendorf               | 18    | 16     | 24-47  |
| 6  | Reichsbahn SG Gleiwitz       | 18    | 15     | 33-33  |
| 7  | Spfr. Klausberg (Mikulczyce) | 18    | 15     | 22-33  |
| 8  | FV 06 Breslau                | 18    | 14     | 27-26  |
| 9  | SC Vorwärts Breslau          | 18    | 14     | 24-35  |
| 10 | Beuthener SuSV 09            | 18    | 13     | 38-48  |

Legenda:
|  | Mistrz            |
|  | Spadek do klasy A |

- 1938/1939 Vorwärts-Rasensport Gleiwitz

Tabela
| M  | Nazwa klubu                  | Mecze | Punkty | Bramki |
| 1  | Vorwärts-Rasensport Gleiwitz | 18    | 32     | 65-18  |
| 2  | SC Preußen Hindenburg        | 18    | 32     | 69-24  |
| 3  | SC Hertha Breslau            | 18    | 19     | 31-40  |
| 4  | Breslauer SpVg 02            | 18    | 16     | 31-40  |
| 5  | Reichsbahn SG Gleiwitz       | 18    | 15     | 40-40  |
| 6  | SpVgg Ratibor 03             | 18    | 15     | 38-40  |
| 7  | Spfr. Klausberg              | 18    | 15     | 28-38  |
| 8  | FV 06 Breslau                | 18    | 15     | 27-49  |
| 9  | SV Klettendorf               | 18    | 14     | 31-41  |
| 10 | 1. FC Breslau                | 18    | 7      | 21-51  |

Legenda:
|  | Mistrz |

### Podczas II wojny światowej
Po wybuchu II wojny światowej władze niemieckie starały się kontynuować rozgrywki piłkarskie, a pierwsze mecze rozgrywane były już pod koniec września. Do rozgrywek dotychczasowej Gauligi dołączyły drużyny z polskiej części Górnego Śląska i występowały w niej pod nazwami niemieckimi. Na przykład zlikwidowano Ruch Chorzów i na jego bazie reaktywowano Bismarckhütter Ballspiel Club, AKS Chorzów na Verein für Rasenspiele Königshütte, a Naprzód Lipiny na Silesia Lipine. Po pewnym czasie uznano, że nazwy te odnoszą się do klubów, które miały zbyt dobre kontakty z Polską, więc zmieniono je odpowiednio na: Bismarckhütter Sport Verein, Fussball Verein Germania Königshütte i Turn- und Sportverein Lipine. Były to raczej tylko nazwy, nikomu nie przeszkadzało, że piłkarze porozumiewają się ze sobą w grze po polsku, po niemiecku lub po prostu po "śląsku". Część graczy została wcielonych do Wehrmachtu, część zgłosiła się tam ochotniczo, skąd trafiali na front. Wielu piłkarzom udało się zdezerterować albo dostali się do niewoli, później niektórzy po wojnie wracali na Śląsk, inni osiedlili się w Niemczech, Francji czy Wielkiej Brytanii. Pierwszy wojenny sezon (1939/1940) cechował się tym, że Gauligę Śląską podzielono na dwie grupy, a ich zwycięzcy grali ze sobą o mistrzostwo całego okręgu. Od sezonu 1941/1942 istniała już całkowicie odrębna Gauliga Górnośląska (GL Oberschlesien). Kolejni mistrzowie Gauligi podczas wojny:

#### 1939/1940
Tabela grupy górnośląskiej
| M | Nazwa klubu                  | Mecze | Punkty | Bramki |
| 1 | Vorwärts-Rasensport Gleiwitz | 8     | 14     | 38-9   |
| 2 | SC Preußen Hindenburg        | 8     | 12     | 30-8   |
| 3 | Beuthener SuSV 09            | 8     | 8      | 28-22  |
| 4 | Spfr. Klausberg              | 8     | 4      | 11-45  |
| 5 | SG Reichsbahn Gleiwitz       | 8     | 2      | 13-36  |

Legenda:
|  | Mistrz            |
|  | Spadek do klasy A |

SpVgg Ratibor 03 wycofał się w czasie rozgrywek
Mecze finałowe o Mistrzostwo (całego) Śląska:
FV 06 Breslau – Vorwärts-Rasensport Gleiwitz 2:5, Vorwärts-Rasensport Gleiwitz – FV 06 Breslau 9:1
- 1940/1941 Vorwärts-Rasensport Gleiwitz

Tabela
| M  | Nazwa klubu                  | Mecze | Punkty | Bramki |
| 1  | FV Germania Königshütte      | 19    | 33     | 77-23  |
| 2  | Vorwärts-Rasensport Gleiwitz | 17    | 31     | 69-15  |
| 3  | TuS Schwientochlowitz        | 19    | 28     | 42-33  |
| 4  | 1. FC Kattowitz              | 18    | 19     | 47-39  |
| 5  | SC Preußen Hindenburg        | 19    | 18     | 47-42  |
| 6  | Breslauer SpVg 02            | 19    | 17     | 42-50  |
| 7  | SC Hertha Breslau            | 17    | 14     | 32-26  |
| 8  | Beuthener SuSV 09            | 18    | 14     | 46-54  |
| 9  | FV 06 Breslau                | 18    | 12     | 26-49  |
| 10 | SC Vorwärts Breslau          | 19    | 7      | 29-89  |
| 11 | VfB Liegnitz                 | 15    | 5      | 17-54  |

Legenda:
|  | Mistrz            |
|  | Spadek do klasy A |

Rozgrywki zostały przerwane 30 marca 1941 r., a mistrzem ogłoszono Vorwärts-Rasensport Gleiwitz.

#### 1941/1942
Tabela
| M  | Nazwa klubu                  | Mecze | Punkty | Bramki |
| 1  | FV Germania Königshütte      | 18    | 30     | 82-25  |
| 2  | Bismarckhütter SV 99         | 18    | 27     | 70-22  |
| 3  | Vorwärts-Rasensport Gleiwitz | 18    | 23     | 45-28  |
| 4  | TuS Lipine                   | 18    | 20     | 57-36  |
| 5  | Beuthener SuSV 09            | 18    | 18     | 41-56  |
| 6  | TuS Schwientochlowitz        | 18    | 17     | 28-46  |
| 7  | 1. FC Kattowitz              | 18    | 16     | 34-60  |
| 8  | TuS Hindenburg 09            | 18    | 14     | 41-61  |
| 9  | Reichbahn SG Myslowitz       | 18    | 11     | 26-56  |
| 10 | SC Preußen Hindenburg        | 18    | 4      | 18-52  |

Legenda:
|  | Mistrz            |
|  | Spadek do klasy A |

Germania odpadła w 1/8 finału o Mistrzostwo Niemiec po porażce w Wiedniu z jej późniejszym finalistą FC Vienna Wien 0:1

#### 1942/1943
Tabela
| M | Nazwa klubu                  | Mecze | Punkty | Bramki |
| 1 | FV Germania Königshütte      | 16    | 27     | 65-19  |
| 2 | TuS Lipine                   | 16    | 20     | 48-34  |
| 3 | Wehrmacht SG Knurow          | 16    | 23     | 45-28  |
| 4 | Bismarckhütter SV 99         | 16    | 17     | 43-33  |
| 5 | Vorwärts-Rasensport Gleiwitz | 16    | 17     | 31-33  |
| 6 | Beuthener SuSV 09            | 16    | 14     | 31-43  |
| 7 | TuS Schwientochlowitz        | 16    | 13     | 25-35  |
| 8 | 1. FC Kattowitz              | 16    | 9      | 30-55  |
| 9 | TuS Hindenburg 09            | 16    | 8      | 26-69  |

Legenda:
|  | Mistrz            |
|  | Spadek do klasy A |

Germania odpadła z dalszych rozgrywek o Mistrzostwo Niemiec po porażce z mistrzem Dolnego Śląska Reinecke Brieg 3:4 (po dogrywce).
- 1943/1944 Germania Königshütte

Tabela
| M  | Nazwa klubu                  | Mecze | Punkty | Bramki |
| 1  | TuS Lipine                   | 18    | 24     | 59-32  |
| 2  | FV Germania Königshütte      | 18    | 24     | 43-23  |
| 3  | Bismarckhütter SV 99         | 18    | 24     | 36-23  |
| 4  | SC Preußen Hindenburg        | 18    | 18     | 39-30  |
| 5  | Reichsbahn SG Kattowitz      | 18    | 17     | 41-47  |
| 6  | Wehrmacht Knurow             | 18    | 16     | 52-34  |
| 7  | 1. FC Kattowitz              | 18    | 16     | 35-45  |
| 8  | Vorwärts-Rasensport Gleiwitz | 18    | 15     | 30-35  |
| 9  | Beuthener SuSV 09            | 18    | 13     | 30-56  |
| 10 | TuS Schwientochlowitz        | 18    | 13     | 24-64  |

Legenda:
|  | Mistrz            |
|  | Spadek do klasy A |

Tabela meczów barażowych
| M | Nazwa klubu             | Mecze | Punkty | Bramki |
| 1 | FV Germania Königshütte | 3     | 4      | 5-1    |
| 2 | TuS Lipine              | 3     | 4      | 2-2    |
| 3 | Bismarckhütter SV 99    | 3     | 0      | 1-8    |

Germania przegrała w Dreźnie z Dresdner SC 2:9 i odpadła z rozgrywek o Mistrzostwo Niemiec.

#### 1944/1945
Rozgrywek nie dokończono.
W tamtym okresie wykazali się także piłkarze Turn- und Sportverein Lipine (Naprzód Lipiny), w której grało wtedy trzech reprezentantów Polski. Na przykład w sezonie 1942/1943 w Pucharze von Tschammera dotarli do półfinału, przegrali w nim ze słynnym TSV 1860 Monachium 0:6. Mimo ogromnej waleczności równie ogromne zmęczenie dało się we znaki (lipinianie dotarli do Monachium dopiero w dniu spotkania, podróżując na stojąco w pociągu, wszyscy musieli dzień wcześniej stawić się do pracy). W sezonie 1943/1944 lipinianie o mało co nie przerwali dominacji Germanii. Podczas wojny miały na Śląsku miejsce także mecze reprezentacji Niemiec np. z Rumunią w sierpniu 1942 na stadionie dzisiejszej Polonii Bytom, spotkanie wywołało ogromne poruszenie, stawiło się na nie 55 tys. kibiców (w meczu wystąpił Ślązak – Ernest Wilimowski), a wśród nich byli także: piętnastoletni Gerard Cieślik i dziesięcioletni Ernest Pohl. Podobną widownię (50 tysięcy, dzisiejszy stadion Ruchu Chorzów) miało towarzyskie spotkanie Sportvereinigung Deutsche Bergknappen Königshütte (Kresy Chorzów) z Schalke 04 Gelsenkirchen, w którym grali m.in. Fritz Szepan i jego szwagier Ernst Kuzorra (ich rodzice pochodzili z Prus Wschodnich). Piłkarze z Zagłębia Ruhry rozgromili chorzowian 8:1. W piłkę grano praktycznie do ostatnich chwil zawieruchy wojennej, rozegrano nawet część spotkań kolejki z 20 stycznia 1945. W niedokończonym sezonie prowadziła drużyna 1. FC Kattowitz, prawdopodobnie nie odbył się mecz na szczycie katowiczan z TuS Schwientochlowitz (Śląsk Świętochłowice) w Świętochłowicach. Kilka dni później cała konurbacja górnośląska była już pod władzą Armii Czerwonej.

## Górnośląskie kluby w rozgrywkach polskich
Po odzyskaniu przez Polskę niepodległości w 1918 czekano dwa lata na ogólnopolskie zawody piłkarskie. Pierwsza fala powstań polskich klubów na objętym plebiscytem Górnym Śląsku nastąpiła w 1919 roku, kiedy to powstały takie kluby jak Szombierki Bytom czy Ruch Radzionków. Na początku 1920 r. na Górnym Śląsku miał miejsce kolejny wysyp nowo powstałych klubów, za sprawą apelu Polskiego Komisariatu Plebiscytowego, który w ten sposób starał się zrównoważyć społeczne oddziaływanie liczniejszych klubów niemieckich. W ten sposób powstało ok. stu klubów, m.in. Ruch Chorzów, Polonia Bytom, Śląsk Świętochłowice, Naprzód Lipiny, Naprzód Janów. Kolejna fala powstawania polskich klubów nastąpiła po włączeniu części Górnego Śląska do Polski w 1922 r. Powstały wtedy kolejno kluby Odra Wodzisław Śląski (1922), Naprzód Rydułtowy, Górnik Radlin, Concordia Knurów w 1923 r.
Największym problemem dla pionierów polskiego piłkarstwa na polskim Górnym Śląsku był brak boisk. Istniejące już place gry były własnością Niemców, więc polska młodzież na Śląsku korzystała z nich "na dziko". Na tym tle dochodziło do wielu konfliktów, które często kończyły się rękoczynami.
20 marca 1920 r. w Bytomiu powstał Górnośląski Związek Towarzystw Sportowych, będący poprzednikiem Okręgowego Związku Piłki Nożnej. Prezesem został Edmund Grabianowski. W dniu 4 sierpnia 1920 r. ze struktur GZTS wyodrębnił się Górnośląski Związek Okręgowy Piłki Nożnej z siedzibą w Bytomiu. Prezesem został Stanisław Flieger. W 1920 w kraju odbyły się premierowe mistrzostwa Polski w pięciu okręgach piłkarskich, wśród których nie było jeszcze Górnego Śląska o wciąż jeszcze nierozstrzygniętej przynależności państwowej (w tym samym roku wybuchło II powstanie śląskie), a na wschodzie państwa wybuchła wojna z bolszewikami i rozgrywek nie dokończono. W 1921 na Górnym Śląsku ma miejsce III powstanie, nie zdążono wyłonić mistrza regionu w nieformalnych rozgrywkach przed ogólnopolską fazą mistrzowską, którą wygrała Cracovia. 26 lutego 1926 powołano w centrali do życia nowy okręg piłkarski województwa śląskiego i wszystko odbyło się już zgodnie z planem. Do rozgrywek przystąpiło łącznie 38 drużyn, podzielonych na 4 grupy.
Pierwszym oficjalnym polskim Mistrzem Śląska, a zarazem przedstawicielem regionu w rozgrywkach ogólnopolskich był Ruch z Bismarkhuty, który w swojej grupie mierzył się z takimi drużynami jak: Iskra Laurahuta, Strzała Ruda, Zgoda Brzeziny, Gwiazda Bogucice; W całym okręgu wyprzedził Pogoń Katowice o dwa punkty. Ruch w rywalizacji z takimi klubami jak Cracovia, Pogoń Lwów i WKS Lublin wypadł najsłabiej.

### 1922
Tabela
| Poz. | Klub                     | M  | Pkt. | Mecze | Mecze | Mecze | Bramki | Bramki |
| Poz. | Klub                     | M  | Pkt. | zwy.  | rem.  | por.  | zdob.  | stra.  |
| ---- | ------------------------ | -- | ---- | ----- | ----- | ----- | ------ | ------ |
| 1.   | Ruch Bismarkhuta/Hajduki | 10 | 17   | 8     | 1     | 1     | 29     | 12     |
| 2.   | Pogoń Katowice           | 10 | 15   | ?     | ?     | ?     | 26     | 8      |
| 3.   | Iskra Laurahuta          | 9  | 9    | ?     | ?     | ?     | 23     | 12     |
| 4.   | Strzała Ruda             | 10 | 7    | ?     | ?     | ?     | 21     | 25     |
| 5.   | Zgoda Brzeziny Śląskie   | 10 | 7    | ?     | ?     | ?     | 18     | 35     |
| 6.   | Gwiazda Bogucice         | 9  | 3    | ?     | ?     | ?     | 4      | 28     |

Mniej więcej w tym czasie (1922, 1923), po rozstrzygnięciu plebiscytu, wiele niemieckich klubów przestało istnieć, a ich gracze zasilili nowe miejscowe kluby. Stało się tak na przykład w Hajdukach Wielkich, gdzie niektórzy byli piłkarze niemieckiego BBC przeszli do polskiego Ruchu, lub w Świętochłowicach, gdzie byli piłkarze SV 1913 dołączyli do Śląska Świętochłowice. Natomiast po stronie niemieckiej sytuacja miała się analogicznie, z tym, że polskie kluby jak Polonia Bytom w 1922 r. przestały istnieć. W międzyczasie powstawały polskie kluby sportowe w kolejnych miastach takie jak np. Odra Wodzisław.
Druga edycja śląskiej klasy A miała miejsce na przełomie 1922 i 1923 roku, a zwycięzcą 6-drużynowej ligi została Iskra Laurahuta (poza Iskrą występowali w niej hajducki Ruch, Strzała Ruda, Odra Szarley, Naprzód Lipiny i katowicka Pogoń), która następnie zajęła ostatnie (4) miejsce w Grupie Zachodniej rundy eliminacyjnej mistrzostw Polski.

### 1923
Tabela
| Poz. | Klub                 | M | Pkt. | Mecze | Mecze | Mecze | Bramki | Bramki |
| Poz. | Klub                 | M | Pkt. | zwy.  | rem.  | por.  | zdob.  | stra.  |
| ---- | -------------------- | - | ---- | ----- | ----- | ----- | ------ | ------ |
| 1.   | Iskra Laurahuta      | 8 | 14   | ?     | ?     | ?     | 28     | 11     |
| 2.   | Pogoń Katowice       | 8 | 12   | ?     | ?     | ?     | 29     | 6      |
| 3.   | Strzała Ruda         | 8 | 7    | ?     | ?     | ?     | 19     | 25     |
| 4.   | Naprzód Lipiny       | 8 | 6    | ?     | ?     | ?     | 19     | 23     |
| 5.   | Ruch Wielkie Hajduki | 8 | 1    | ?     | ?     | ?     | 4      | 34     |
| 6.   | KS 20 Bogucice       | 8 | 0    | ?     | ?     | ?     | ?      | ?      |

W następnej edycji okręgowej klasy A dołączyć miały dwa kluby przeprowadzające się z niemieckich rozgrywek, więc jesienią przeprowadzono ponownie kwalifikacje do klasy A, w których zwyciężyła Diana Katowice. W 1924 nie grano o Mistrzostwo Polski z powodu przygotowań do Olimpiady, natomiast późną jesienią odbyły się rozgrywki klasy A, w których wystąpiło 8 drużyn: 1. FC Katowice, AKS Królewska Huta, Iskra Laurahuta, Naprzód Lipiny, Orzeł Józefowiec, Pogoń Katowice, Ruch Wielkie Hajduki, Strzała Ruda.
Pierwsze miejsce wywalczył AKS, a drugie przypadło Ruchowi z Wielkich Hajduków. W 1925 AKS Królewska Huta jako mistrz okręgu z 1924 (choć ten skończył się praktycznie w styczniu 1925) przegrał trzy swoje spotkania w Grupie Południowej i jedno zremisował. W 1923 r. powstały też kluby Górnik Radlin i Naprzód Rydułtowy.

### 1924
Tabela
| Poz. | Klub                 | M  | Pkt. | Mecze | Mecze | Mecze | Bramki | Bramki |
| Poz. | Klub                 | M  | Pkt. | zwy.  | rem.  | por.  | zdob.  | stra.  |
| ---- | -------------------- | -- | ---- | ----- | ----- | ----- | ------ | ------ |
| 1.   | AKS Królewska Huta   | 14 | 25   | ?     | ?     | ?     | 48     | 16     |
| 2.   | Ruch Wielkie Hajduki | 14 | 21   | ?     | ?     | ?     | 41     | 26     |
| 3.   | Pogoń Katowice       | 14 | 17   | ?     | ?     | ?     | 33     | 25     |
| 4.   | 1. FC Katowice       | 13 | 15   | ?     | ?     | ?     | 31     | 21     |
| 5.   | Naprzód Lipiny       | 14 | 14   | ?     | ?     | ?     | 30     | 28     |
| 6.   | Iskra Laurahuta      | 14 | 9    | ?     | ?     | ?     | 22     | 43     |
| 7.   | Orzeł Józefowiec     | 13 | 6    | ?     | ?     | ?     | 20     | 43     |
| 8.   | Strzała Ruda         | 8  | 3    | ?     | ?     | ?     | 14     | 37     |

Rok 1926 należał do Ruchu z Hajduków Wielkich, który w styczniu w finale przeciwko 06 Załęże wygranym 3:2 zdobył Puchar Stanisława Fliegera, zorganizowany przez okręgowy Związek Piłki Nożnej w drugiej połowie 1925 roku w zamian za rozgrywki klasy A, będący też okręgową eliminacją do pierwszej edycji Pucharu Polski w 1926. W tym samym roku zdobył także mistrzostwo klasy A, w której w porównaniu do poprzedniego sezonu zabrakło Strzały Ruda i Orła Józefowiec, a zadebiutowało 06 Załęże. Mistrz regionu nie najlepiej pokazał się w rundzie mistrzowskiej, a w półfinale Pucharu Polski, pierwszej i jedynej przedwojennej edycji tych rozgrywek, 4 lipca w Krakowie przegrał z Wisłą Kraków 0:1, za to pod koniec roku ponownie wygrał, tym razem drugą edycję, Pucharu Stanisława Fliegera (w finale z 06 Załęże, tym razem 4:2).

### 1926
Tabela
| Poz. | Klub                 | M  | Pkt. | Mecze | Mecze | Mecze | Bramki | Bramki |
| Poz. | Klub                 | M  | Pkt. | zwy.  | rem.  | por.  | zdob.  | stra.  |
| ---- | -------------------- | -- | ---- | ----- | ----- | ----- | ------ | ------ |
| 1.   | Ruch Wielkie Hajduki | 12 | 19   | ?     | ?     | ?     | ?      | ?      |
| 2.   | 1. FC Katowice       | 12 | 18   | ?     | ?     | ?     | ?      | ?      |
| 3.   | AKS Królewska Huta   | 11 | 14   | ?     | ?     | ?     | ?      | ?      |
| 4.   | Naprzód Lipiny       | 12 | 12   | ?     | ?     | ?     | ?      | ?      |
| 5.   | KS 06 Załęże         | 11 | 9    | ?     | ?     | ?     | ?      | ?      |
| 6.   | Pogoń Katowice       | 11 | 7    | ?     | ?     | ?     | ?      | ?      |
| 7.   | Iskra Laurahuta      | 11 | 5    | ?     | ?     | ?     | ?      | ?      |

W 1927 miało miejsce powstanie niezależnej od PZPN I ligi, wśród zaproszonych były dwie drużyny z regionu, poza Ruchem także 1. FC Katowice, to one reprezentowały Górny Śląsk w najwyższej klasie rozgrywkowej w jej pierwszym sezonie. Bliski wywalczenia mistrzostwa Polski był katowicki klub, który w ostatniej kolejce przegrał u siebie z Wisłą Kraków 0:3. Katowiczanie musieli się pogodzić "tylko" z tytułem wicemistrza, natomiast Ruch uplasował się na miejscu 12. Rok później beniaminkiem został Śląsk Świętochłowice, jednak jeszcze w tym samym sezonie został zdegradowany. Piłkarze z Katowic byli na 5., a Ruch na 12. miejscu. Natomiast w tym samym roku w walce o awans do I ligi mistrza Śląska – Pogoń Katowice ostatecznie przegrał z Garbarnią Kraków, wieść gminna głosiła, że znacznie przyczynił się do tego ówczesny piłkarz katowiczan – Karol Pazurek, który właśnie kontraktował się z krakowianami, a rok później zdobył z nią wicemistrzostwo Polski. W 1929 Hajduczanie uplasowali się na miejscu 10, a 1. FC na przedostatnim, co było równoznaczne ze spadkiem do A klasy. W latach 1930–1932 Ruch, jako jedyna drużyna z Górnego Śląska, zajmował kolejno miejsca: 8., 5. i 7.
W latach 30. śląska liga okręgowa była uważana za jedną z najbardziej prestiżowych pośród wszystkich okręgów w kraju. Grały w niej też drużyny spoza województwa, jak Koszarawa Żywiec.
W 1933 ligę podzielono na dwie grupy, Niebiescy znaleźli się w Grupie "B" i z drugiego miejsca zakwalifikowali się do Grupy Mistrzowskiej (w rundzie jesiennej), którą ostatecznie wygrali. Rozpoczęła się era dominacji Ruchu w polskiej piłce nożnej, przerwana na chwilę w 1937, kiedy to zajęli "dopiero" 3. miejsce. W 1935 do I ligi awansował ponownie Śląsk Świętochłowice i razem z Ruchem reprezentował region, całkiem efektownie, bo zajmując 5 miejsce (na 11 zespołów). Rok później do śląskich klubów dołączył Dąb Katowice, jednak aż trzy zespoły ze Śląska grały w najwyższej klasie rozgrywkowej tylko w tym sezonie, bo Śląsk zajął przedostatnie miejsce (9) i został zdegradowany. W 1937 sensacją okazała się wstępując w szeregi ekstraklasy drużyna AKS Chorzów (poprzednio AKS Królewska Huta), wywalczając wicemistrzostwo Polski tuż przed najlepszą, jak dotąd, drużyną w regionie – Ruchem Wielkie Hajduki (3. miejsce) i do tego zza miedzy. Trzeba jednak przyznać, że drużyna Amatorów miała realną szansę do wygrania Mistrzostwa Polski, niestety w ostatniej kolejce przegrała u siebie z Pogonią Lwów 0:1, w tej chwili chorzowianie powinni wygrać co najmniej 11:0 z Wisłą Kraków w zaległym spotkaniu, aby cieszyć się mistrzostwem. Pierwszoligowe boiska opuścił Dąb Katowice, z powodu zawieszenia (sankcja PZPN) wszystkie jego nierozegrane mecze zakwalifikowano jako porażki (więc ostateczny bilans wynosił 18 porażek na 18 spotkań, ostatnie miejsce w tabeli). W 1938 Ruch powrócił na tron, a AKS Chorzów uplasował się na 6 miejscu. W tym samym roku władze polskie dokonały aneksji tzw. Zaolzia, a najlepszy etnicznie polski klub stamtąd, Polonię Karwina, dokooptowano w marcu 1939 do śląskiej ligi okręgowej i tym samym składała się z 12 drużyn:
- BBTS Bielsko,
- Concordia Knurów,
- KS Chorzów,
- Czarni Chropaczów,
- Dąb Katowice,
- Ligocianka Ligota,
- Naprzod Lipiny,
- KKS Pogoń Katowice,
- Policyjny KS Katowice,
- Polonia Karwina,
- Śląsk Świętochłowice,
- Wawel Wirek;

W 1939 polskie rozgrywki piłkarskie przerwała wojna; W pierwszej lidze Ruch liderował, a AKS był czwarty.
Podsumowanie występów śląskich drużyn w I lidze polskiej przed wojną:
- Ruch Chorzów: 1927–1939 (12 sezonów, 13. niedokończony; 5 mistrzostw Polski: 1933-1936 i 1938)
- 1. FC Katowice: 1927–1929 (3 sezony; wicemistrzostwo Polski: 1927)
- Śląsk Świętochłowice: 1928, 1935-1936 (3 sezony)
- Dąb Katowice: 1936 (1 sezon; formalnie 2 sezony, jednak w 1937 z powodu sankcji PZPN Dąb nie rozegrał ani jednego spotkania)
- AKS Chorzów: 1937–1939 (2 sezony, 3. niedokończony; wicemistrzostwo Polski: 1937)

Bezpośrednie spotkania śląskich drużyn w I lidze polskiej:
- Sezon 1927

1. FC Katowice – Ruch Wielkie Hajduki 7:0, 2:0
- Sezon 1928

1. FC Katowice – Ruch Wielkie Hajduki 4:0, 2:1
1. FC Katowice – Śląsk Świętochłowice 5:0, 1:1
Śląsk Świętochłowice – Ruch Wielkie Hajduki 0:1, 1:0
- Sezon 1929

Ruch Wielkie Hajduki – 1. FC Katowice 0:0, 1:1
- Sezony 1930–1934

W I lidze gra tylko Ruch Wielkie Hajduki
- Sezon 1935

Ruch Wielkie Hajduki – Śląsk Świętochłowice 4:2, 5:0
- Sezon 1936

Ruch Wielkie Hajduki – Dąb Katowice 2:1, 5:3
Ruch Wielkie Hajduki – Śląsk Świętochłowice 5:2, 1:2
Śląsk Świętochłowice – Dąb Katowice 0:2, 1:2
- Sezon 1937

AKS Chorzów – Ruch Wielkie Hajduki 3:1, 0:0
Dąb Katowice nie rozegrał ani jednego meczu, gdyż został zawieszony przez PZPN
- Sezon 1938

Ruch Wielkie Hajduki – AKS Chorzów 3:2, 4:2
- Sezon 1939

Ruch Chorzów (Wielkie Hajduki) – AKS Chorzów – 3:2
Z powodu wybuchu wojny mecz rewanżowy nie odbył się

### Mistrzowie polskiej części Górnego Śląska
I liga była ligą ogólnopolską, niższe ligi były już regionalne. Od początku do 1930 r. nazywała się ona Klasą A, a od 1931 Ligą Śląską, której zwycięstwo poza możliwością walki z innymi okręgowymi mistrzami o awans do I ligi, dawało oficjalny tytuł Mistrza Śląska.
Mistrzowie Śląska:
- 1920 Nie dokończono lub w ogóle nie rozegrano
- 1921 Nie dokończono nie formalnych rozgrywek, prowadziła Pogoń Katowice
- 1922 Ruch Wielkie Hajduki
- 1923 Iskra Laurahuta (Siemianowice Śląskie)
- 1924 AKS Królewska Huta (Chorzów)

AKS walczył o mistrzostwo całego kraju dopiero w 1925;
- 1925 Nie rozegrano (w zamian zorganizowano rozgrywki o Puchar Stanisława Fliegera)
- 1926 Ruch Wielkie Hajduki

Powstanie ligi, choć można założyć, że najlepszymi drużynami w regionie były te, które zajmowały najwyższe miejsca w I lidze (lub te z najlepszym dorobkiem w bezpośrednich spotkaniach ze sobą, patrz wyżej), to oficjalnie mistrzami zostawali:
- 1927 Śląsk Świętochłowice (wywalczenie awansu)
- 1928 Pogoń Katowice
- 1929 Naprzód Lipiny
- 1930 AKS Królewska Huta (Chorzów)
- 1931 Naprzód Lipiny
- 1932 1. FC Katowice
- 1933 Naprzód Lipiny
- 1934 Śląsk Świętochłowice (wywalczenie awansu)
- 1935 Dąb Katowice (wywalczenie awansu)
- 1936 AKS Chorzów (Królewska Huta) (wywalczenie awansu)
- 1937 Naprzód Lipiny
- 1938 Śląsk Świętochłowice
- 1939 Śląsk Świętochłowice

Latem 1939 roku Śląsk Świętochłowice przewodził w finałowej grupie, gdzie trzy drużyny walczyły o dwa pierwsze miejsca premiowane awansem do I ligi, ale rozgrywki przerwała wojna.

## Po 1945 roku
Po zakończeniu wojny, władze PRL prześladowały część piłkarzy za podjęcie decyzji o udziale w niemieckich rozgrywkach piłkarskich pomimo trwającej wojny. M.in. z tego powodu część z nich musiała wyemigrować. Dodatkowo ówczesny ppłk Jerzy Ziętek nakazał odszukanie i zniszczenie wszelkich pozostałości po niemieckich rozgrywkach piłkarskich, na skutek czego do dziś zachowało się niewiele informacji o nich. 17 lutego tego roku utworzono Śląską Radę Sportową, która miała rejestrować reaktywowane lub nowo powstające kluby piłkarskie (do 27 marca zarejestrowało się ich 61, mimo nie skończonych działań wojennych). Pierwszy oficjalny mecz miał zostać rozegrany 1 marca, jednak drużyna Cracovii nie dotarła do Katowic na spotkanie z Klubem Sportowym Związku Zawodowego Kolejarzy. W tym samym mieście, 18 marca 1945 rozegrano towarzyskie spotkanie reprezentacji Górnego Śląska z reprezentacją Zagłębia Dąbrowskiego, przegrane przez Ślązaków 1:2. Najlepsza drużyna z tego regionu: Stadtsportverein Sosnowitz grała w 1. Kreisklasse (nazywaną zapleczem Gauligi). W maju 1945 roku reaktywowano Polonię Bytom. Zmorą oficjalnych meczów było niestawianie się sędziów, przez co wznowienie rozgrywek regionalnych i ogólnopolskich było bardzo utrudnione. Z przedwojennej śląskiej Starej Gwardii swój poprzedni wysoki poziom piłkarski utrzymały tylko AKS Chorzów i Ruch Chorzów (na bardzo wysokim poziomie stały derby Chorzowa). Niestety drużyna Zielonych Koniczynek (AKS) nie miała żadnego wsparcia we władzach komunistycznych, przez co sukcesywnie coraz mniej znaczyli na piłkarskiej mapie Polski. Podobnie rzecz się miała z drużyną Naprzodu Lipiny, gdzie drużyna ta była bardzo blisko awansu do ekstraklasy, jednak w co najmniej dziwnych okolicznościach szeregi pierwszoligowców zasiliły kluby milicyjne: Arkonia Szczecin (z miasta, które dotąd nie miało reprezentanta w I lidze) i Gwardia Warszawa. Ruchowi Chorzów, który zdobył 9 mistrzostw Polski po wojnie, przyszło konkurować z nowo powstałymi zespołami z regionu jak: Górnik Zabrze, GKS Katowice, ROW Rybnik, GKS Tychy, reaktywowaną Polonią Bytom, a także wizytówką sąsiadującej historycznej krainy, Zagłębia Dąbrowskiego, Zagłębiem Sosnowiec.